# Agelaius assimilis
El mayito de la ciénaga (Agelaius assimilis), también denominado sargento cubano y turpial de hombros rojos, es una especie de ave paseriforme de la familia Icteridae endémica de Cuba.
Los machos son muy similares a los del tordo sargento (Agelaius phoeniceus), mientras que las hembras no presentan vetas ventrales como las de esa especie, sino que son completamente negras, similares a los machos pero sin las franjas rojas y amarillas en las alas. Además de tener un comportamiento diferente, el dimorfismo sexual en tamaño y color del plumaje del mayito de la ciénaga es menor al del tordo sargento.
Se encuentra únicamente en los humedales de la isla de Cuba. A pesar de que su reducida área de distribución cubre sólo 4100 km², ha sido clasificado como especie bajo preocupación menor. Ante la ausencia de evidencia de decrecimiento poblacional o amenazas significativas, se cree que su número es estable.

## Taxonomía
Anteriormente se le consideraba una subespecie de tordo sargento (Agelaius phoeniceus). Fueron las diferencias en su comportamiento los primeros indicios que sugirieron a los biólogos que podría tratarse de una especie distinta; más recientemente esto fue confirmado a través de técnicas moleculares y parece que el mayito de la ciénaga y el tordo sargento constituyen respectivamente el pariente más próximo de la otra especie.
El mayito de la ciénaga es una de las once especies tradicionalmente clasificadas dentro del género Agelaius y una de las cinco que siguen siendo consideradas parte de éste desde la reclasificación del Congreso Ornitológico Internacional de 2010. Pertenece a la familia de los ictéridos, la cual comprende a aves paseriformes oriundas de América del norte y del sur.
El mayito de la ciénaga fue descrito como una especie, Agelaius assimilis, por Juan Gundlach en "Aves de la Isla de Cuba" de Lembeye (1850). Robert Ridgway (1902) también lo consideró una especie independiente basándose en dos diferencias fundamentales respecto del tordo sargento: el plumaje de la hembra era uniformemente negro, a diferencia de lo sucedido en cualquier subespecie de tordo sargento, y el macho era más pequeño que casi cualquier forma de aquella especie. Carl Edward Hellmayr (1937), sin embargo, lo trató como una subespecie de tordo sargento con la única explicación de que “A. p. assimilis no es más que una pequeña raza del sargento americano con una hembra muy oscura”. Autores subsecuentes —como Barbour (1943), Bond (1956), Blake (1968), Orians (1985), Sibley y Monroe (1990)— siguieron la taxonomía de Hellmayr, aunque Mayr y Short (1970) consideraron a assimilis una especie hermana. El trabajo de campo de Whittingham et al. (1992) mostró que assimilis difería de las poblaciones de phoeniceus en su comportamiento social y vocal. Esta nueva evidencia, combinada con la similitud entre en plumaje del macho y el de la hembra, llevó a la conclusión de que este taxón merece la categoría de especie.
Aunque el tordo sargento exhibe grandes variaciones regionales en su tamaño, el patrón básico del plumaje de la hembra, marrón e intensamente veteado, es visible a lo largo de amplia área de distribución, excepto en gubernator. En la subespecie de la Mesa del Centro, A. p. gubernator, el veteado de la hembra está muy reducido y se restringe a la garganta; el resto del plumaje es marrón muy oscuro (pero no negro como en assimilis). En las subespecies californianas, A. p. californicus y A. p. mailliardorum, el veteado de los ejemplares femeninos también aparece reducido y el plumaje es marrón oscuro, aunque no en el grado de gubernator. Aunque no fuera manifestado explícitamente, la tendencia de estas poblaciones a variar en cuanto al plumaje de la hembra en la dirección de assimilis influyó casi con certeza la decisión de Hellmayr y otros ornitólogos respecto de considerarlo el punto final de las variaciones del color del plumaje de la hembra de A. phoeniceus.
Sin embargo, el plumaje de la hembra de assimilis no es tan sólo una variación carente de veteado y extremadamente oscura puesto que el plumaje es uniformemente negro carbón, como en el macho, y no marrón, como incluso en las formas más oscuras actualmente consideradas subespecies de A. phoeniceus. Asimismo, en el tordo tricolor (Agelaius tricolor) la hembra presenta un veteado menos intenso que difiere del plumaje del macho de su especie en un menor grado que los plumajes del macho y de la hembra de A. phoeniceus de reproducción simpátrica. El dimorfismo sexual de assimilis es incluso menor que el de A. tricolor. Por lo tanto, las diferencias en el plumaje de la hembra en Agelaius están vinculadas a diferencias taxonómicas entre distintas especies.

## Comportamiento
Se reproduce únicamente en las ciénagas del oeste de Cuba y la isla de la Juventud. Pasan todo el año en las ciénagas e incluso se alimentan dentro de sus territorios: no salen de ellos para procurarse alimento en áreas alejadas de sus nidos como sí hacen otros ictéridos norteamericanos que se reproducen en hábitats palustres. A diferencia del tordo sargento, los machos y las hembras de mayito de la ciénaga alimentan a sus polluelos con la misma frecuencia. Al igual que Agelaius humeralis —otra ave caribeña con un área de distribución restringida— y a diferencia de Agelaius phoeniceus —que habita en gran parte América del Norte continental—, se trata de una especie de hábitos no migratorios y exhibe un comportamiento monógamo durante la temporada reproductiva.
Se les ha observado cantando y alimentándose en pareja durante el período previo a la nidificación. Las canciones son más comunes en interacciones intersexuales antes de que las aves se encuentren en sus territorios reproductivos. En contraste con el tordo sargento, el mayito de la ciénaga canta relativamente poco y las interacciones agresivas son raras cuando están en sus áreas de reproducción. En esta especie, las canciones del macho y de la hembra son similares y pueden darse tanto en solitario como a dúo. Esto difiere de lo que sucede con la mayor parte de las especies que cantan a dúo, en las cuales cada sexo tiene canciones particulares, y proporciona un interesante contraste respecto del tordo sargento. La canción del macho y la hembra de mayito de la ciénaga se asemeja a la del macho de tordo sargento. Cuando cantan a dúo, el macho está posado por encima de la hembra en la mayoría de los casos y suelen estar enfrentados.